# بلاندن (ویرجینیای غربی)
بلاندن (به انگلیسی: Blundon) یک منطقهٔ مسکونی در ایالات متحده آمریکا است که در شهرستان کاناوا، ویرجینیای غربی واقع شده‌است. بلاندن ۲۲۱٫۹ متر بالاتر از سطح دریا واقع شده‌است.